# Barrington (Gloucestershire)

Barrington é uma paróquia e aldeia do distrito de Cotswold, no condado de Gloucestershire, na Inglaterra. De acordo com o Censo de 2011, tinha 209 habitantes. Tem uma área de 17,21km².